# Norns bruksförsamling
Norns bruksförsamling var en bruksförsamling inom Svenska kyrkan, belägen i Västerås stift och Hedemora kommun. Församlingen uppgick 1912 i Hedemora landsförsamling.

## Administrativ historik
Norns bruksförsamling bildades omkring 1640 genom en utbrytning ur Hedemora församling. Församlingen ingick sedan till 1912 i pastorat med Hedemora stads- och landsförsamlingar innan den 1912 uppgick i Hedemora landsförsamling.

## Kyrkor
- Norns kapell